# Монтгомери, Перси
1. ↑   Количество игр и очков за профессиональный клуб считается для национальной лиги, кубка Хейнекен и Супер Регби.
2. ↑   Количество игр и очков за сборную провинции в официальных матчах региональных кубков.
3. ↑   Количество игр и очков за национальную сборную в официальных матчах.

 Медиафайлы на Викискладе
Персиваль Колин «Перси» Монтгомери (англ. Percival Colin "Percy" Montgomery; род. 15 марта 1974 года в Уолфиш-Бей, Юго-Западная Африка, в настоящее время Намибия) — регбист из ЮАР. На момент завершения международной карьеры удерживал рекорд по количеству матчей за сборную своей страны.

## Сборная

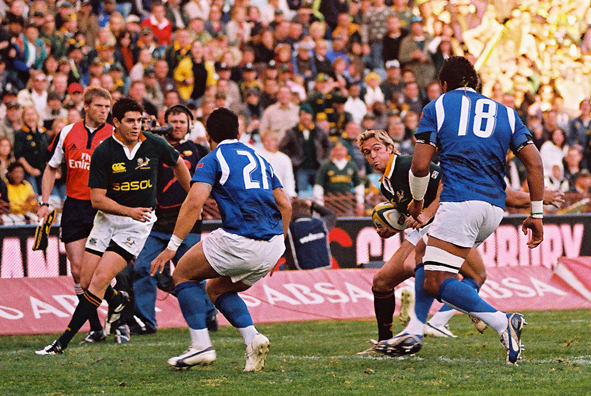
Перси Монтгомери с мячом в игре против Самоа

Выступал за сборную ЮАР с 1997 по 2008 годы на позициях в защите .
Международный дебют произошёл: 28 июня 1997 г. против Британских островов в Дурбане в возрасте 23 лет.
Последний матч в составе сборной: 30 августа 2008 г. против Австралии в возрасте 34 лет в Йоханнесбурге.
В общей сложности за сборную провёл 102+2 матча, набрал 893 очка — это восьмой результат в истории мирового регби и лучший результат среди игроков ЮАР.
В 2007 году на чемпионате мира во Франции Монтгомери сыграл важную роль. Набрав 105 очков, он стал лучшим бомбардиром турнира, а в финале против сборной Англии (15-6) набрал 12 из 15 очков своей команды, реализовав четыре штрафных удара.

## Достижения
- Чемпион мира 2007
- Лучший бомбардир ЧМ 2007 (105 очков)
- Супер 14
  - финалист: 2007 г.
- Кубок Карри
  - победитель: 1997, 2000, 2001
  - финалист: 1998